# Rhododendron caliginis
Rhododendron caliginis är en ljungväxtart som beskrevs av P. Kores. Rhododendron caliginis ingår i släktet rododendron, och familjen ljungväxter. Inga underarter finns listade i Catalogue of Life.